# Retrouver Sara
Pour plus de détails, voir Fiche technique et Distribution.
Retrouver Sara est un téléfilm belge en deux parties de 90 minutes, créée par Claude d'Anna et Laure Bonin, inspirée de la vie de Fabienne Brin, réalisée par Claude d'Anna qui a été diffusé le 13 janvier 2006 sur la RTBF et le 8 mai 2006 sur France 2.

## Synopsis
Armelle et Nahim sont heureux. Ils ont une petite Sara âgée de 4 ans, un second enfant à naître et des projets d'avenir. Mais peu à peu, les choses changent : Nahim devient violent, jaloux et paranoïaque. Armelle étouffe et les tensions au sein du couple sont de plus en plus fréquentes. Un jour, Nahim blesse Armelle et s'enfuit avec Sara vers le Canada.

## Fiche technique
- Titre : Retrouver Sara
- Réalisation : Claude d'Anna
- Scénario : Claude d'Anna et Laure Bonin, d'après l'histoire de Fabienne Brin
- Musique : François Bernheim et Thierry de Neuville
- Genre : drame
- Pays :  Belgique
- Durée : 180 minutes
- Date de diffusion :
  - Belgique : 13 janvier 2006
  - France : 8 mai 2006

## Distribution
- Sophie de La Rochefoucauld : Armelle
- Maher Kamoun : Nahim El Maraqui
- Agathe Bouissières : Sara
- Liliane Rovère : Cécile, la mère d'Armelle
- Gérard Chaillou : Jean-Noël, le père d'Armelle
- Matthieu Rozé : Arnaud, le frère d'Armelle
- Laura Conejero : Marina, collègue et amie d'Armelle
- Chérine Amar : Lila, la sœur de Nahim
- Djemel Barek : Maroun, le frère de Nahim
- Bruno Wolkowitch : Gilles Expert
- Olivier Lacut : Maître Demange
- Victor Scheffer : Le juge Lepauvre
- Fatiha Cheriguene : Soraya, la mère de Nahim
- Salah Teskouk : Hassan, le père de Nahim
- Montse Guallar : Linda
- Pierre-Alain Chapuis : Menotti
- Gabrielle Forest : Dr Chalmin
- Tassadit Mandi : Mme Bergaoui, une patiente de l'hôpital
- Lolo Herrero : Cardona
- Luis Hostalot : Josep Cercas
- Michel Israël : Mr. Cheeria
- Emmanuel Quatra : Mr Pergolès